# Cheque de Campeones
El Cheque de Campeones es un Premio otorgado al Campeón y subcampeón de la Primera División de Paraguay. El mismo es instituido por la empresa de telefonía celular, Tigo, y la institución bancaria de tipo microfinanciero, Visión Banco, quienes son las encargadas de patrocinar el torneo realizado por la Asociación Paraguaya de Fútbol. El vínculo contractual con la primera entidad fue firmado el 20 de diciembre de 2007 y se hizo efectivo a partir de 2008 con la celebración del Torneo Apertura 2008, estableciendo por primera vez un Patrocinio deportivo a un certamen de la APF En tanto que la relación con el otro patrocinador se inició a principios de 2010, siendo el Torneo Clausura 2010 el primero bajo su auspicio.
De esta manera, al brindar apoyo económico a cambio de publicidad, Tigo entrega un premio en cheque de US$ 40.000 dólares para el campeón y US$ 10.000 dólares para el vicecampeón. Asimismo desde el 2010 Visión Banco hace entrega de otro cheque de US$ 15.000 dólares al ganador del campeonato.

## Palmarés
| Temporada     | 40.000 US$    | 10.000 US$ | Patrocinador |
| Apertura 2008 | Libertad      | Nacional   | Tigo         |
| Clausura 2008 | Libertad      | Guaraní    | Tigo         |
| Apertura 2009 | Cerro Porteño | Libertad   | Tigo         |
| Clausura 2009 | Nacional      | Libertad   | Tigo         |
| ------------- | ------------- | ---------- | ------------ |

| Temporada     | 55.000 US$ | 10.000 US$    | Patrocinador        |
| Apertura 2010 | Guaraní    | Cerro Porteño | Tigo - Visión Banco |
| Clausura 2010 | Libertad   | Cerro Porteño | Tigo - Visión Banco |
| Apertura 2011 | Nacional   | Olimpia       |                     |
| Clausura 2011 | Olimpia    | Cerro Porteño |                     |
| ------------- | ---------- | ------------- | ------------------- |